# Roots Revisited
Albums de Maceo Parker
For All the King's Men
(1989) Mo' Roots
(1991)
Roots Revisited est le 5e album de Maceo Parker, sorti en 1990.

## Titres
1. Them That Got [3:59]
2. Children's World [10:50]
3. Better Get Hit in Yo' Soul [5:45]
4. People Get Ready [5:57]
5. Up and Down East Street [8:16]
6. Over the Rainbow [4:16]
7. Jumpin' the Blues [6:20]
8. In Time [5:30]